# 体育授業廃止論

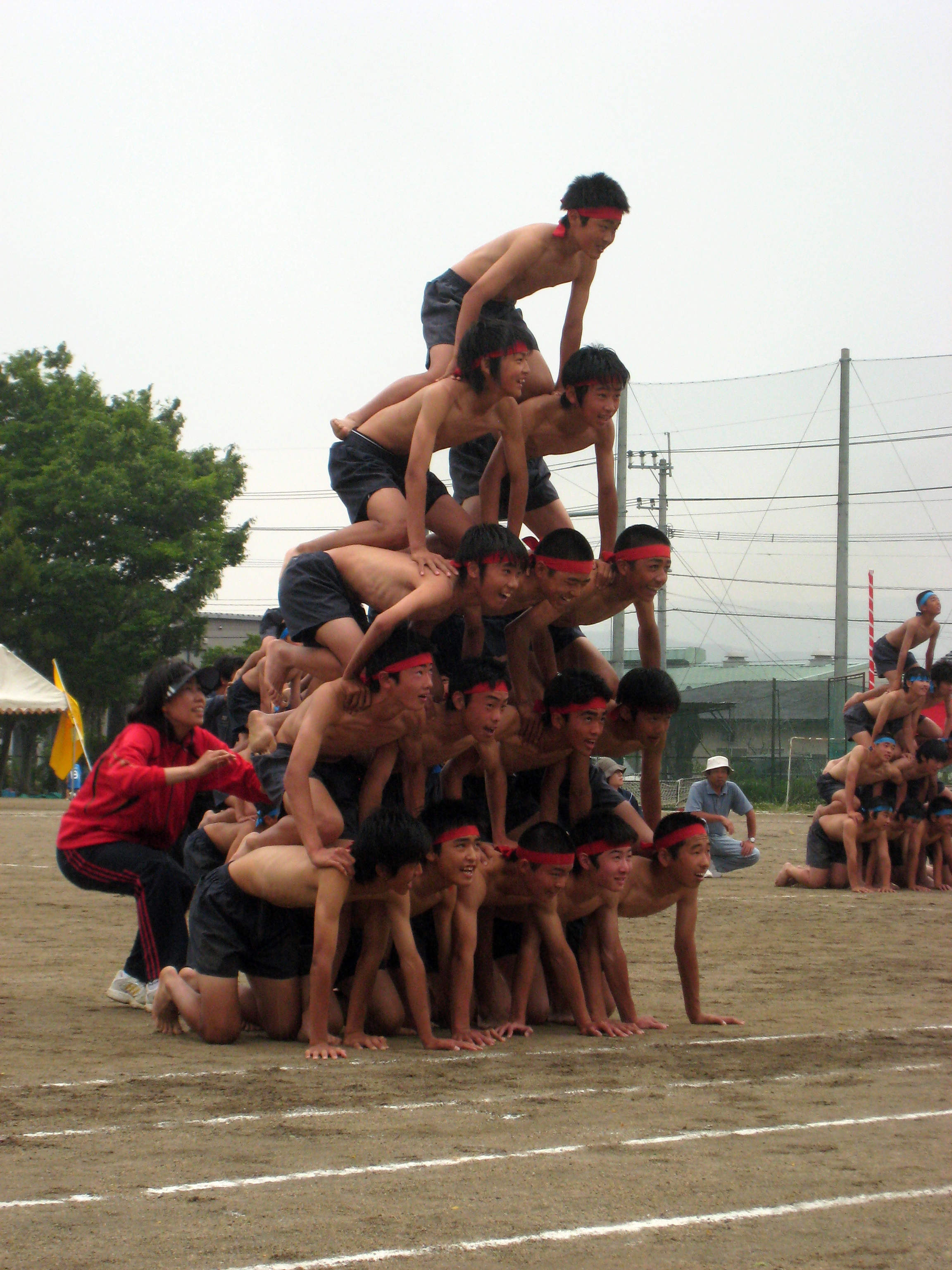
運動会で披露された人間ピラミッド。近年、その危険性が指摘され始め、中止や廃止を決める自治体も増えている。

体育授業廃止論（たいいくじゅぎょうはいしろん）または学校体育不要論（がっこうたいいくふようろん）は、学校教育における体育の全てまたは一部の廃止、もしくは選択科目にするべきとの主張である。

## 主張

### 体育授業
青木育志は「学校教育から体育を全廃すべし」と主張している。また、「体育を廃止すれば、当然体育祭も廃止となる」とした。
2018年11月に、はてなブログの匿名ダイアリーに「体育苦手だったけど社会に出たら全く困らなかった」という題名で記事が投稿された。その中には、「どうせだったらスポーツを実際にやる授業と、歴史や選手を学ぶ授業でどっちかを選択して履修する形式にすればいいのにね。」と記されている。
スポーツ庁は、2021年度から適用される新学習指導要領に基づく体育授業によって「スポーツ嫌いの子供を半減させる」ことを目指すとしたが、Twitterでは、授業の廃止によって達成できるとの投稿が相次いだ。
CBCラジオは「体育廃止論者からすると」、体育は「『スポーツに親しみを持つと言うが、体育が嫌いな人にとって体育の時間は死ぬほど嫌な時間。競技性があるので優劣がついてしまい、かえってスポーツが嫌いになる』とのことです。」と紹介した。

### 運動会
運動会（体育祭）における事故が多発しており、千葉県松戸市では、2015年5月、小学六年生の男児が「タワー」の最上段となる三段目から落下し、頭蓋内で出血、開頭手術でなんとか一命を取り留めたが左耳が難聴になる事故が発生した。この件を受け、同市市議の増田かおるが同市教育委員会に「『嫌がっている子』に対して組体操をやるのは『虐待』に当たりませんか？」と質問したところ、「嫌がる子が参加しない、となったら、例えば参加合唱コンクールだって、イヤな子が参加しなかったらどうなりますか？歌がイヤな子達に取っては非常にストレスなんですよ」との返答を受けた。増田氏はこの返答についてブログに「で、でも……！合唱コンクールでは人はケガはしません。。」、また同市教委に組体操を行う生徒の「選抜制」を提案、「そもそも、組体操の教育的意義とは何でしょうか？命がけで行う教育なんて、無いと思います」などと記した。そして同年12月8日、事故に遭った児童からの組体操の中止を訴える手紙が松戸市議会の一般質問で読み上げられ、翌9日、同市教委は「組み体操をやる、やらないも含めて見直す」と、2016年度以降の廃止も検討していることを明らかにした。この児童は、東京新聞の取材に「組み体操を続けたいと言う人がいたとしても、他の子が同じような目に遭う危険性があるから中止してほしい」とあらためて述べた。
同年9月上旬、同県内の中学校男子生徒が組体操の練習中に右脚太ももを骨折する事故が発生した。この生徒は「組み体操を怖いという生徒は他にもいたけど、先生が熱心で口に出せなかった。けがが続くなら、やめた方がいいと思う」と事故後に述べた。
また、同年9月下旬、大阪府八尾市の市立中学校で、十段のピラミッドが崩壊し、六人が重軽傷を負い、相次ぐ事故に巨大ピラミッドやタワーをはじめとする組体操の演技が問題視された。名古屋大学大学院教育発達科学研究科・准教授の内田良は「組体操は、やめたほうがよい。子どものためにも、そして先生のためにも」とYahoo!ニュースに「【緊急提言】」と題して記事を寄稿した。